# Лобанов, Михаил Евстафьевич
Михаил Евстафьевич Лобанов (8 [19] ноября 1787, Санкт-Петербург — 5 [17] июня 1846, Санкт-Петербург) — российский поэт и переводчик. Член Российской Академии (1828), почётный член (1841) и ординарный академик Императорской Академии наук (1845).

## Биография
Сын «неизвестных родителей» (подкидыш); датой рождения считается 8 (19) ноября 1787 года. Окончил Петербургское иезуитское училище, затем слушал лекции в Главном педагогическом институте и 1 октября 1810 года был определён канцеляристом в канцелярию обер-прокурора Синода. Несколько лет преподавал русскую словесность в семье графов Строгановых.
Писал оды, гимны, элегии; в 1813 году были напечатаны его два сочинения: «Ода российскому воинству 1813 года генваря 1 дня» и «Элегия при гробе князя Смоленского». С марта 1813 года он стал сотрудником Императорской Публичной библиотеки, сначала А. Н. Оленин принял его сверх штата, в марте 1816 года Лобанов был переведён в штат — помощником библиотекаря, с мая 1828 года — в должности библиотекаря. Также он с марта 1818 по май 1820 годов служил и в Департаменте духовных дел, а в 1827—1828 годах преподавал русский язык императрице Александре Фёдоровне.
Лобанов часто бывал в доме Оленина и участвовал в спектаклях, разыгрываемых на даче Оленина. Дружил с И. А. Крыловым и Н. И. Гнедичем и стал их первым биографом: Жизнь и сочинения Н. И. Гнедича // Труды имп. Рос. акад. — 1842. Ч. 5; Жизнь и сочинения И. А. Крылова (СПб., 1847). В 1833 году после смерти Гнедича Лобанов передал в Публичную библиотеку рукописи и авторские книги с правками Гнедича, а выполняя его волю, отправил личную библиотеку Гнедича в Полтавскую гимназию.
М. Е. Лобанов был с 1828 года членом Российской Академии, с 1841 — почётным членом Императорской Академии наук, с 1845 года — ординарным академиком Академии наук по отделению русского языка и словесности. Он принимал участие в словаре, издаваемом Российской Академией, и что характерно для того времени, на академических собраниях произносил речи, в которых порицал русскую науку и литературу, зараженную «ядом безверия и разврата». Одна из таких речей, произнесённая им в 1836 году (см. «Журнал Министерства народного просвещения» и «Труды императорской российской академии», 1840 год, часть 3, стр. 89) и заканчивающаяся приглашением академиков доносить о всем неблагонамеренном в печати, вызвала протест со стороны некоторых видных литераторов того времени. В частности А. С. Пушкин ответил на эту речь большой статьей в издаваемом им же журнале «Современник» (1836. — № 3. — С. 93—106). В резком и подробном своем разборе Пушкин отметил всю несостоятельность речи Лобанова, указывая параллельно на ложность и несправедливость принятых Лобановым положений, и закончил свою статью пожеланием одобрить действительно достойных писателей, принесших неоценимую заслугу русскому обществу, а недостойных наказывать «презрением и невниманием».
В 1835 году была напечатана его драма «Борис Годунов», которая была резко раскритикована В. Г. Белинским.
Оставил Публичную библиотеку 18 октября 1841 году, поскольку был «не в силах продолжать сей службы, изнурительной для … здоровья, подверженного частым и жестоким ревматическим болезням, и ослабевшего от трудов по Библиотеке, требующих совершенных физических сил». После этого служил чиновником особых поручений при Министерстве народного просвещения, а в 1846 году был назначен в Румянцевский музей.
Лобанов перевёл на русский язык трагедии Жана Расина «Ифигения в Авлиде» (1815) и «Федра» (1823). В 1914 году «Русский биографический словарь А. А. Половцова» указывал, что к этому времени «как писатель, он потерял все свое значение» и только его сочинение об И. А. Крылове даёт «некоторые ценные сообщения о нашем баснописце, с которым Лобанов был лично хорошо знаком».
Был награждён орденами Св. Владимира 4-й степени, Св. Станислава 2-й степени с императорской короной.
Умер 5 (17) июня 1846 года и был похоронен на Смоленском православном кладбище в Петербурге.